# チェリョームシキ市電
チェリョームシキ市電（ロシア語: Черёмушкинский трамвай）は、ロシア連邦・ハカス共和国のチェリョームシキに存在する電気鉄道（路面電車）。サヤノシュシェンスカヤダムや水力発電所への労働者の移動手段として1991年から営業運転を開始した路線で、2020年現在はダムや発電所を運営する公共株式会社（ОАО）のサヤノシュシェンスカヤ水力修理会社（Саяно-Шушенский гидроэнергоремонт）によって運営されている。

## 概要
ロシア連邦ハカス共和国には世界でも指折りの規模を誇る水力発電用のダムであるサヤノシュシェンスカヤダムがあり、その近くには同ダムや発電所の労働者の居住地として1974年に創設されたチェリョームシキと呼ばれる村が存在する。この村と発電所・ダムを結ぶ交通機関がチェリョームシキ市電である。この路線は元々サヤノシュシェンスカヤダムの建設用に作られた鉄道路線を転用したもので、営業開始は1991年5月18日、ソビエト連邦の崩壊の7ヶ月程前であった。同路線はソビエト連邦（ソ連）における最後の新規に開通した路面電車およびライトレールであり、これ以降ソ連およびロシア連邦で路面電車路線が存在しなかった地域に新たな路線網が開通する事例は2021年時点で建設中のヴェルフナヤ・ピシュマ市電（ヴェルフナヤ・ピシュマ）まで存在しなかった。
2020年時点のダイヤは通勤輸送に特化しており、平日は午前6時から午後8時代（20時）まで15分 - 1時間間隔で列車が運行する一方、週末は3往復のみに減少する。全長5.5 kmの路線の所要時間は15分で、運賃はチェリョームシキ村民・村外からの利用客問わず全線無料である。
車両はレニングラード（現：サンクトペテルブルク）のレニングラード都市輸送修理工場製の両運転台電車である71-88G（71-88Г）が使用されており、2020年時点でも開業時に導入された6両全車が現役である。

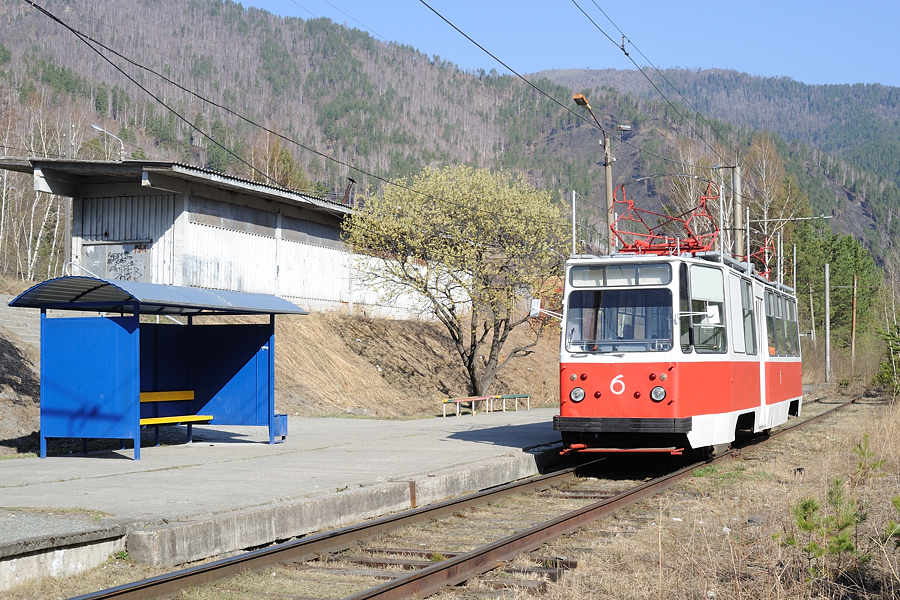
電停に停車する71-88G（2011年撮影）
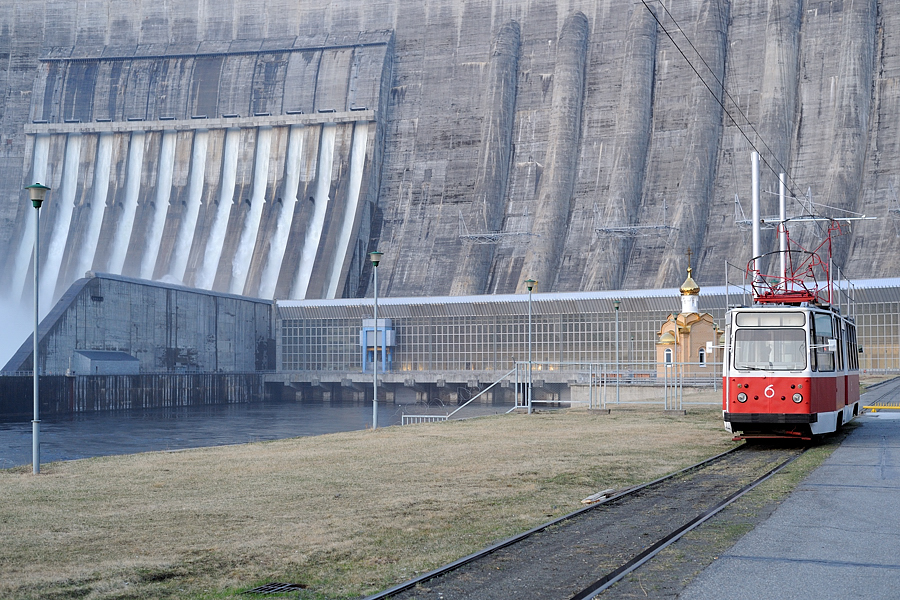
ダム（水力発電所）付近の電停に停車する71-88G（2011年撮影）
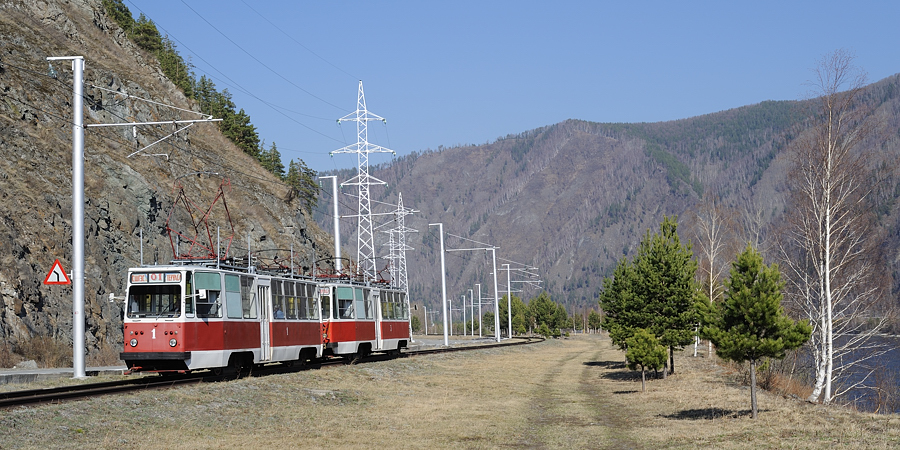
連結運転を行う71-88G（2011年撮影）